# Haylie Duff
Haylie Katherine Duff (Houston, 19 de Fevereiro de 1985) é uma atriz norte-americana, cantora, compositora, autora e blogueira. É a irmã mais velha da também atriz e cantora Hilary Duff.

## Primeiros anos de vida
Duff nasceu em Houston, Condado de Harris, Texas. Ela é dois anos e meio mais velha que sua irmã, Hilary Duff. Mãe de Duff, Susan Colleen (Nee Cobb), uma dona de casa. Seu pai, Robert Erhard Duff, dono de uma cadeia de lojas de conveniência. Ela começou sua carreira atuando. Crescendo em Texas, Duff começou a fazer ballet em uma idade adiantada. Por dez anos, Duff conseguiu um papel na produção da Companhia de Dança, esteve na produção de O Quebra-Nozes.

## Carreira

### Atuação
Começou fazendo aparições em filmes feitos para televisão, como True Women e Hope e em séries de TV como The Amanda Show. Além de participar também de Chicago Hope, Boston Public e Third Watch, Duff se tornou um rosto familiar a partir do final de 2002 como Amy Saunders na série infantil de televisão, Lizzie McGuire que foi estrelado por Hilary sua irmã.
Em 2004, Duff fez um aparição em That's So Raven como Katina Jones. Depois de fazer aparições na televisão, Duff recebeu seu primeiro papel em um filme, quando ela foi lançada como Summer Wheatly em Napoleon Dynamite. O filme lhe rendeu o prêmio Teen Choice Awards. Em seguida, ela continuou atuando, fazendo participações especiais, que incluem American Dreams e Joan of Arcadia. Ela também emprestou seu talento de voz para o filme de animação de Natal In Search of Santa que também contou com Hilary Duff. Em 2005, Duff se juntou ao elenco da série de televisão 7th Heaven, interpretando Sandy Jameson.
Em 2006, Duff se juntou ao elenco de Hairspray na Broadway, retratando Amber Von Tussle, e fazendo o papel até o início de outubro de 2006. Duff também estrelou em Material Girls com sua irmã Hilary, onde ela é creditada como co-produtora e sua mãe e irmã são creditados como produtores.

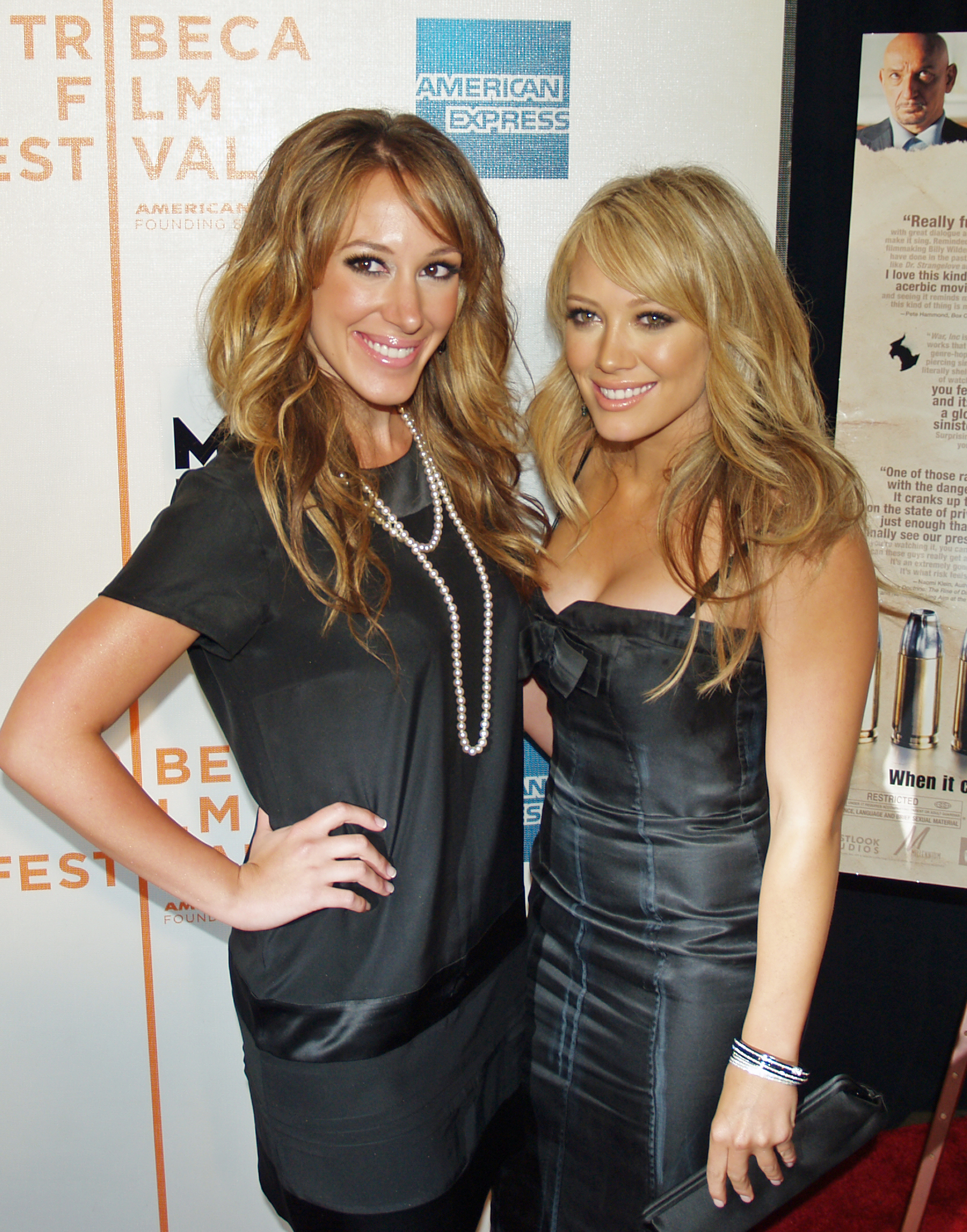
Haylie com sua irmã Hilary Duff.

Depois de Material Girls, Duff participou de vários filmes, incluindo My Sexiest Year, Nightmare, Legacy, Backwoods (com Ryan Merriman), Love Takes Wing, Love Finds a Home e My Nanny's Secret.
Ao longo de 2009 e 2010, ela apareceu em Fear Island e Slightly Single in L.A. Ela emprestou sua voz no filme de animação Foodfight! ao lado de Charlie Sheen, Hilary Duff e Eva Longoria, mas devido a questões de distribuição do filme ainda está para ter um lançamento oficial. Ela também concluiu o trabalho no filme independente Video Girl em que ela irá estrelar ao lado de Meagan Good e Ruby Dee.
Duff sediou o reality show Legally Blonde – The Musical: The Search for Elle Woods, que procurou a atriz ao lado de assumir o papel principal em Legally Blonde, onde ela estava anteriormente no coro. Ela também é uma produtora executiva do show.

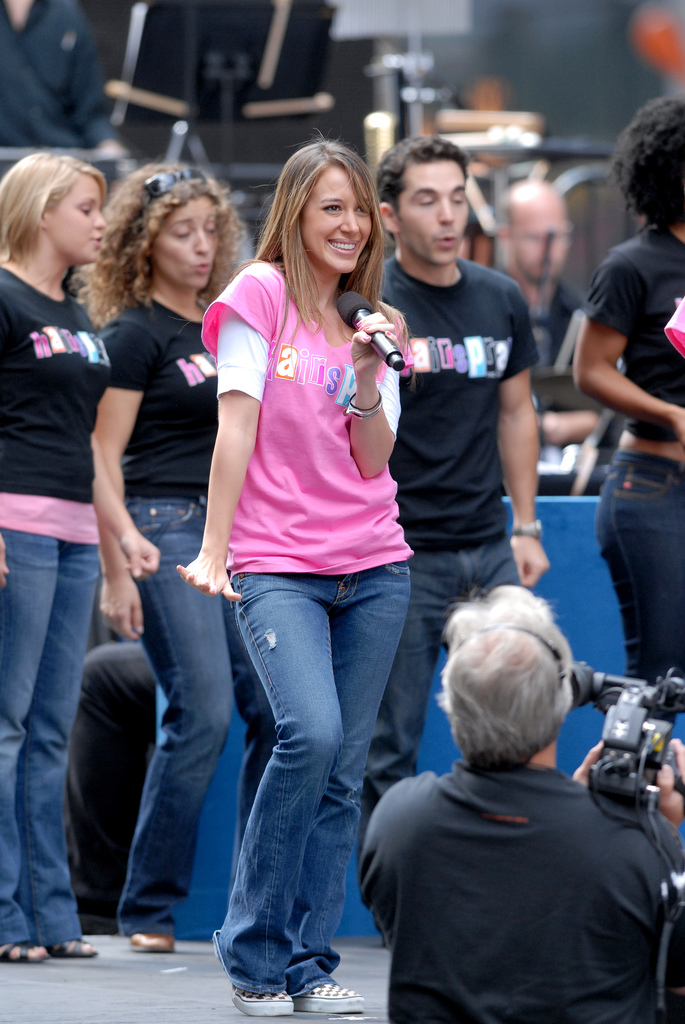
Duff em Hairspray tocando "Mama, I'm a Big Girl Now".

A partir de 2011, Duff acabou as filmagens do filme A Holiday Engagement, em que ela estará estrelando ao lado de Bonnie Somerville e Jordan Bridges. Ela também já concluiu os trabalhos em Pennhurst, Home Invasion e recentemente de acordo com seu Twitter ela terminou de filmar um piloto para um programa de televisão intitulado Blackout.
A partir de 2013, Haylie terminou o trabalho em Taken by Grace, 40 Is the New Dead e Cupid's Bed and Breakfast.

### Música
Duff gravou várias trilhas sonoras com sua irmã, com a maioria deles aparecendo nos discos da DisneyMania. As principais trilhas sonoras são: In Search of Santa, The Lizzie McGuire Movie, A Cinderella Story e Material Girls. Ela foi destaque no álbum do rapper Kool G Rap do álbum Half a Klip, fornecendo os vocais do fundo na faixa "On the Rise Again", produzido por DJ Premier. Duff também cantou "A Whatever Life" para a trilha sonora de Stuck in the Suburbs, "Sweetest Pain" para a trilha sonora de Raising Helen.
Em 2004, Haylie começou a gravar o seu primeiro álbum de estúdio, mas acabou sendo cancelado. No ano seguinte, Haylie formou seu próprio grupo intitulado de Inventing Venus, também foi gravado o primeiro álbum, mas foi cancelado pela gravadora Hollywood Records. Em 2007, Haylie começou a gravar um novo album, intitulado 'Masquerade' que seria lançado em 2008, e teria como primeiro single a canção Diamond, mas também acabou sendo cancelado.
Além de cantar, Duff também escreveu e co-escreveu várias músicas para os álbuns de sua irmã, Metamorphosis de Hilary Duff, bem como a canção "Gypsy Woman", do álbum de estúdio de Hilary, Dignity de 2007, e também co-escreveu a canção "Holiday" do álbum Best of Hilary Duff com Hilary e Ryan Tedder.

## Imagem pública e vida pessoal
Duff foi destaque na capa da edição de janeiro de 2006, da Maxim. Duff disse que é cristã. Duff tem um blog chamado "Real Girl's Kitchen". Duff namorou três anos o ator Nick Zano, eles terminaram em outubro de 2011. Em, 11 de maio de 2015 nasceu sua primeira filha com seu noivo, Matt Rosenberg, Ryan Katherine Duff Rosenberg.

## Filmografia

### Filmes
| Ano  | Título                   | Papel                 | Notas                           |
| ---- | ------------------------ | --------------------- | ------------------------------- |
| 1997 | True Women               |                       | Telefilme (sem créditos)        |
| 1997 | Hope                     | Martha Jean Pruitt    | Telefilme                       |
| 1998 | Addams Family Reunion    | Gina Addams           | Diretamente em vídeo            |
| 2000 | Dreams in the Attic      | Jessica               | Diretamente em vídeo            |
| 2001 | The Newman Shower        | Jane                  | Diretamente em vídeo            |
| 2003 | The Lizzie McGuire Movie | Isabella Parigi (voz) | Sem créditos                    |
| 2003 | I Love Your Work         | Namorada de Frat      | Creditado como Hailey Duff      |
| 2004 | Napoleon Dynamite        | Summer Wheatly        |                                 |
| 2004 | In Search of Santa       | Lucinda (voz)         | Diretamente em vídeo            |
| 2006 | Material Girls           | Ava Marchetta         | Também co-produtora             |
| 2006 | Dishdogz                 | Cassidy               |                                 |
| 2007 | Nightmare                | Molly Duggan          | Telefilme                       |
| 2007 | My Sexiest Year          | Debbie                |                                 |
| 2008 | Backwoods                | Lee                   | Telefilme, Diretamente em vídeo |
| 2008 | Pretty Little Devils     | Lana Stephens         | Diretamente em vídeo            |
| 2009 | Love Takes Wing          | Annie Nelson          | Telefilme                       |
| 2009 | Love Finds a Home        | Annie Nelson          | Telefilme                       |
| 2009 | My Nanny's Secret        | Claudia               | Telefilme                       |
| 2009 | Fear Island              | Jenna                 | Telefilme                       |
| 2010 | Tug                      | Kim                   |                                 |
| 2010 | Slightly Single in L.A.  | Jill                  |                                 |
| 2011 | Video Girl               | Khloe                 | Diretamente em vídeo            |
| 2011 | Betrayed At 17           | Estudante             | Telefilme (sem créditos)        |
| 2011 | A Holiday Engagement     | Trisha Burns          | Telefilme                       |
| 2011 | Pennhurst                | Megan                 |                                 |
| 2012 | Home Invasion            | Jade/Megan            | Telefilme                       |
| 2012 | Desecrated               | Allie McClean         |                                 |
| 2012 | Golden Winter            | Rory (voz)            |                                 |
| 2012 | All About Christmas Eve  | Eve/Evelyn Wright     | Telefilme                       |
| 2013 | The Wedding Pact         | Elizabeth Carter      |                                 |
| 2013 | Taken by Grace           | Carrie Everett        | Diretamente em vídeo            |
| 2013 | 40 Is The New Dead       | Jessica               |                                 |
| 2014 | The Wedding Pact         | Elizabeth Carter      | Telefilme                       |
| 2014 | The Costume Shop         | Jessica               | Telefilme                       |
| 2014 | Muffin Top: A Love Story | Jessica               | Telefilme                       |
| 2014 | A Belle for Christmas    | Kate                  | Telefilme                       |
| 2014 | Naughty & Nice           | Sandra                | Telefilme                       |
| 2015 | Desecrated               | Allie McClean         | Telefilme                       |
| 2015 | Badge of Honor           | Sarah Goodman         | Telefilme                       |
| 2015 | His Secret Family        | Sarah Goodman         | Telefilme                       |
| 2017 | The Sandman              | Claire                | Telefilme                       |
| 2017 | The Bachelor Next Door   | Alex                  | Telefilme                       |
| 2017 | The Lease                | Julia McNeil          | Telefilme                       |
| 2017 | Hacker                   | Laura O'Brien         | Telefilme                       |

### Televisão
| Ano  | Título                                   | Papel              | Notas                                                                    |
| ---- | ---------------------------------------- | ------------------ | ------------------------------------------------------------------------ |
| 1999 | The Amanda Show                          | Menina na multidão | Episódio: "Talent Contest" (sem créditos)                                |
| 2000 | Chicago Hope                             | Jenny              | Episódio: "Boys Will Be Girls"                                           |
| 2001 | Boston Public                            | Sylvia             | Episódios: "Chapter Nine", "Chapter Sixteen"                             |
| 2002 | Lizzie McGuire                           | Amy Saunders       | Episódios: "Party Over Here", "Xtreme Xmas", "Clueless"                  |
| 2003 | Third Watch                              | Jovem de fé        | Episódio: "Collateral Damage: Parte 1"                                   |
| 2003 | American Dreams                          | Shangri            | Episódio: "Change a Comin"                                               |
| 2004 | That's So Raven                          | Katina Jones       | Episódio: "He's Got the Power"                                           |
| 2004 | One on One                               | Mandy              | Episódio: "Lost in the Headlights"                                       |
| 2005 | Complete Savages                         | Jessica            | Episódio: "Save a Dance for Me"                                          |
| 2005 | Joan of Arcadia                          | Stevie Marx        | Episódios: "Romancing the Joan", "Independence Day", "Shadows and Light" |
| 2005 | 7th Heaven                               | Sandy Jameson      | 32 episódios (2005-2007)                                                 |
| 2012 | Napoleon Dynamite                        | Summer Wheatly     | Episódios: "Scantronica Love", "Pedro vs. Deb", "Bed Races", "FFA"       |
| 2012 | Blackout                                 | Suzanne Danfield   | Episódios: "Parte 1", "Parte 2", "Blackout"                              |
| 2012 | The Secret Life of the American Teenager |                    | Episódio: "Lies and Byes"                                                |
| 2012 | Massholes                                | Ela mesma          | Episódios: "Brokeback Boston", "Rondo to Garnett"                        |

## Musicais

### Broadway
- 2006: Hairspray
- 2010: Love, Loss and What I Wore

### Livros
- 2013: Real Girls Kitchen